# Квиршид
Квиршид (нем. Quierschied) — муниципалитет в Германии, в земле Саар. Входит в состав района Саарбрюккен.
В 2023 году население составляло 12 896 человек. Площадь муниципалитета 20,21 км². Муниципалитет включает в себя 3 сельских округа: Квиршид, Фишбах-Кампхаузен и Геттельборн.

## История
Квиршид впервые упоминается в документе Оттона III в 999 году. Документ подтверждает, что император Оттон III подарил епископу Адальберту II Мецскому замок Саарбрюккен с фермами Фельклинген, Квиршид и Варндвальд.
Во время Тридцатилетней войны село было полностью разрушено и обезлюдело. После войны заселение территорий шло медленно.
1 января 1974 года к муниципалитету были присоединены общины Фишбах и Геттельборн.

## Достопримечательности
Культурные учреждения в Квиршиде включают краеведческий музей, в котором представлены темы ранней индустриализации, в том числе ранняя историческая выплавка железа, бывший чугунолитейный завод Фишбаха, стекольный завод Квиршид и горнодобывающая промышленность.
Квиршид известен индустриальными памятниками культуры, среди которых выделяется так называемый «мудрый великан» (нем. Weise Riese) — оголовок шахты IV. Башня Хаммеркопф шахты Кампхаузен имеет важное значение с точки зрения промышленной истории. Ансамбль больницы для шахтёров является памятником архитектуры, весь комплекс домов построен в стиле немецкого позднего Возрождения с оттенком форм барокко. Помимо главного здания, здесь есть несколько построек 1920-х годов, в том числе похожие на виллы дома врачей и дома медсестер.

## Население
| Год  | Численность | Численность |
| ---- | ----------- | ----------- |
| 1975 | 16 544      | [ 6 ]       |
| 2010 | 13 777      |             |
| 2017 | 13 108      | [ 1 ]       |
| 2019 | 13 030      | [ 7 ]       |
| 2021 | 12 816      | [ 8 ]       |
| 2022 | 12 907      | [ 9 ]       |
| 2023 | 12 896      | [ 2 ]       |

## Муниципальный совет
На местных выборах 9 июня 2024 года были избраны депутатами 33 человека.
- СДПГ: 10 мест
- ХДС: 14 мест
- АдГ: 4 места
- Левые: 1 место
- FW Квиршид: 4 места